# 'Aïn el Bell
'Aïn el Bell är en ort i Algeriet. Den ligger i provinsen Djelfa, i den norra delen av landet, 270 km söder om huvudstaden Alger. 'Aïn el Bell ligger 1 008 meter över havet och antalet invånare är 31 916.
Terrängen runt 'Aïn el Bell är lite kuperad. Runt 'Aïn el Bell är det ganska glesbefolkat, med 31 invånare per kvadratkilometer. Det finns inga andra samhällen i närheten. Omgivningarna runt 'Aïn el Bell är i huvudsak ett öppet busklandskap.
Ett kallt stäppklimat råder i trakten. Årsmedeltemperaturen i trakten är 20 °C. Den varmaste månaden är augusti, då medeltemperaturen är 32 °C, och den kallaste är januari, med 8 °C. Genomsnittlig årsnederbörd är 259 millimeter. Den regnigaste månaden är december, med i genomsnitt 34 mm nederbörd, och den torraste är juli, med 8 mm nederbörd.